# Federico Casamayor
Federico Casamayor Toscano (Vélez-Málaga, c. 1873-Chile, 1954) fue un industrial, comerciante y político republicano español.

## Biografía
Trabajó como industrial y comerciante de la uva pasa en la zona de Vélez-Málaga, actividad en la que destacó presidiendo la Junta de Viñeros. Se vinculó a Acción Republicana y, más tarde, a su sucesora, Izquierda Republicana, formación con la que fue elegido diputado a Cortes por la circunscripción de Málaga en las elecciones generales de 1936 dentro de la candidatura del Frente Popular. Trabajó en las Cortes en distintas comisiones, en especial en la de Agricultura, donde mostró el convencimiento de la necesidad de fomentar el desarrollo cooperativo y la protección de los pequeños productores frente a la usura. 
Con el golpe de Estado de julio de 1936 que dio lugar al inicio de la guerra civil española permaneció en Málaga un tiempo, aunque después se desplazó a zona republicana, posiblemente tras el fusilamiento a manos de los sublevados de su hermano José en Vélez-Málaga. Participó en las reuniones de Cortes en España hasta 1938. Después marchó al exilio en Chile donde creó el Hotel Español de Los Andes. Asistió también a las reuniones de las Cortes en el exilio en México en 1945.